# Antonio Bailetti

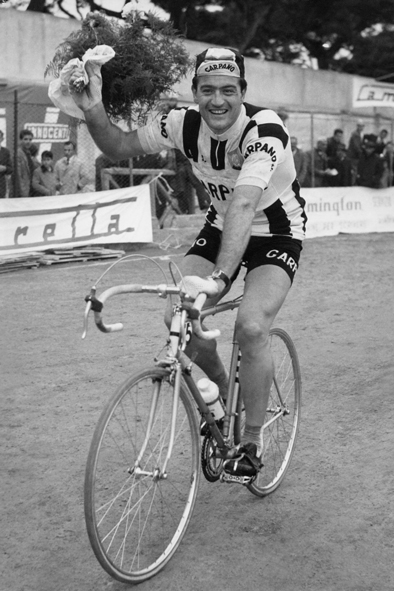
Antonio Bailetti al 1962

Antonio Bailetti (Bosco di Manto, Vicenza, 29 de setembre de 1937) és un ciclista italià, ja retirat, que fou professional entre 1961 i 1969.
El 1960, com a ciclista amateur, va prendre part en els Jocs Olímpics d'Estiu de Roma, on guanyà la medalla d'or en la contrarellotge per equips del programa de ciclisme. Formà equip junt a Livio Trapè, Ottavio Cogliati i Giacomo Fornoni.
Com a ciclista professional destaquen dues etapes al Tour de França, el 1962 i 1963, i dues més al Giro d'Itàlia, el 1962 i 1963.

## Palmarès
- 1960
  - Medalla d'or als Jocs Olímpics de Roma en la prova de CRE
- 1961
  - Vencedor d'una etapa al Giro de Sardenya
  - Vencedor d'una etapa als Tres dies del Sud
  - Vencedor d'una etapa del Gran Premio Ciclomotoristico
- 1962
  - 1r de la Niça-Gènova
  - Vencedor d'una etapa al Tour de França
  - Vencedor d'una etapa al Giro d'Itàlia
  - Vencedor de 2 etapes al Giro de Sardenya
- 1963
  - Vencedor d'una etapa al Tour de França
  - Vencedor d'una etapa al Giro d'Itàlia
- 1964
  - Vencedor d'una etapa al Giro de Sardenya
- 1966
  - 1r al Trofeu Laigueglia

### Resultats al Tour de França
- 1962. 80è de la classificació general. Vencedor d'una etapa
- 1963. 55è de la classificació general. Vencedor d'una etapa

### Resultats al Giro d'Itàlia
- 1961. 76è de la classificació general
- 1962. 39è de la classificació general. Vencedor d'una etapa
- 1963. 42è de la classificació general. Vencedor d'una etapa
- 1964. 76è de la classificació general
- 1965. 46è de la classificació general
- 1966. 54è de la classificació general

### Resultats a la Volta a Espanya
- 1968. Abandona